# Mozsolics Amália
Mozsolics Amália (Vasvár, 1910. január 13. – Szombathely, 1997. október 21.) régész.

## Élete
A nemzetközi hírű ősrégész vasvári polgári családban született. Édesapja jogász. Az alapiskolák elvégzése után a Bécsi Egyetemen 1935-ben védte meg régészeti doktori disszertációját. A Magyar Nemzeti Múzeum 1939-től alkalmazta díjtalan gyakornokként. Néhány hónap múlva, 1940. április 15-én a Vas vármegyei Kultúregyesület Múzeumának Régiségtára (a Savaria Múzeum jogelődje) őrének nevezték ki. Erre talán Vas vármegyei származása és Miske Kálmánnal meglévő kapcsolata lehet a magyarázat. A Szombathelyen tartózkodás alig több mint egy éve alatt tanulmányt írt báró Miske Kálmánról (1941) a múzeum igazgatójáról és újrarendezte az őskori régészeti gyűjteményt. Ugyanebben az évben a második velemi kincsleletet is közölte. A sort Miske halálakor irodalmi bibliográfiájával folytatta (1943). 1941. május 31-éig munkálkodott Szombathelyen. Ezután a második bécsi döntéssel visszakerülő Kolozsvárra, az Erdélyi Nemzeti Múzeumba küldték, ahol 1944-ig kamatoztathatta szombathelyi tapasztalatait. 1945-től 1973-ban történt nyugdíjazásáig ismét a MNM alkalmazottja. Tudományos főmunkatárs, az Őskori Gyűjtemény vezetője. Közben, 1958-tól kandidátus, majd 1967-től a régészeti tudományok akadémiai doktora. Nyugdíjas évei alatt is rendületlen aktivitással dolgozott, amit két új monográfia megjelenése (1985, 2000) is bizonyít. Személyiségét és munkásságát nemzetközi nagyrabecsülés övezte.
Régészeti szakmai munkásságának gerincét a kárpát-medencei bronzkor időrendjének bronz depóleletekre (is) alapozott kidolgozása jelenti, amelyet a németországi és itáliai terület kronológiájával is igyekezett párhuzamba állítani. Az 1960-70-es években a fémvizsgálatokra, a bronzkor súlyegységeinek tanulmányozására ugyancsak nagy hangsúlyt helyezett. 1940-ben és 1945-ben a vučedoli, 1942-ben a kisapostagi kultúra problémáit boncolgatja. A bronzkor időrendjének kérdéseit taglaló könyvét 1943-ban Kolozsvárott jelenteti meg. A bronzkori „nagyvándorlás” a középső- és késő bronzkor határán, valamint a halomsíros kultúra kárpát-medencei megjelenésének felismerése és leírása (1957) már őstörténészi megközelítést jelez. Eközben különíti, és nevezi el a késő bronzkor egyik új kulturális egységét Kelet-Magyarországon, a Gáva kultúrát. Nagyjából ettől a munkától és évtől kutatói életpályájának új, második nagy szakasza veszi kezdetét. Megkezdi a Kárpát-medence közép- és késő bronzkora bronz- és aranyleleteinek monografikus feldolgozását. Eredményeit négy vaskos kötetben (1967, 1973, 1985, 2000) teszi közzé. Közben természetesen mindenütt rendezi az általa vizsgált tárgyakat, valamint segítséget nyújt a múzeumi rendezéshez.
Halála előtt néhány évvel a munkásságában logikusan következő, kéziratban már kész negyedik monográfiáját egy külföldi szaktekintély gépkocsijával együtt Budapesten eltulajdonították. Így a németországi megjelentetésre csak évekkel később (2000) kerülhetett sor. Ez az esemény életkedvét megtörte, fizikai állapota ettől kezdve folyamatosan romlott. Élete utolsó éveit a család régi jó barátjának számító Rásó család szombathelyi lakásában töltötte, akik szerető gondoskodással vették körül. Nem sokkal halála előtt kapta kézhez a születésének 85. évfordulójára szerkesztett, nemzetközi szerzőgárda által írt kötetet. Ásatásokat végzett többek között Tószeg-Laposhalmon, Dunapentele (Dunaújváros)-Kosziderpadláson, Süttőn és Nagykállón.

## Tagságai
- Consil Permanent aktív szervezője,
- firenzei, jugoszláv és német régészeti társaságok tagja.

## Kitüntetései
- Rómer Flóris Emlékérem
- Széchenyi Emlékérem
- Akadémiai Díj

## Művei
- 1937 A dunántúli bronzkor kialakulása. Dunántúli Szemle.
- 1942 A kisapostagi korabronzkori urnatemető. Budapest.
- 1943 Mosdatás a vasvári búcsún.
- 1943 A magyarországi bronzkor kronológiájáról. Kolozsvár. Erdélyi Tudományos Füzetek 169.
- 1950 Der Goldfund von Velem-Szentvid. Basel.
- 1952 Die Ausgrabungen in Tószeg im Jahre 1948. Acta Archaeologica Academiae Scientiarum Hungaricae II, 35-69.
- 1957 Archäologische Beiträge zur Geschichte der grossen Wanderung. Acta Archaeologica Academiae Scientiarum Hungaricae VIII, 119-156.
- 1967 Bronzefunde des Karpatenbeckens - Depotfundhorizonte von Hajdúsámson und Kosziderpadlás. Budapest.
- 1968 Goldfunde des Depotfundhorizontes von Hajdúsámson. Bericht der Römisch–Germanischen Kommission 46–47, 2–76. (tsz. A. Hartmann, E. Schubert és F. Schubert)
- 1973 Bronze- und Goldfunde des Karpatenbeckens - Depotfundhorizonte von Forró und Ópályi. Budapest.
- 1976 Hephaistos sántasága. Orvostörténeti Közlemények Archiválva 2011. június 1-i dátummal a Wayback Machine-ben
- 1985 Bronzefunde aus Ungarn - Depotfundhorizonte von Aranyos, Kurd und Gyermely. Budapest.
- 2000 Bronzefunde aus Ungarn - Depotfundhorizonte Hajdúböszörmény, Románd und Bükkszentlászló. Kiel.

## Emléke
- 2010 Vasvár emléktábla

## Külső hivatkozások
- 1999 Erdélyi Múzeum 61/1-2.
- Vasi Múzeumbarát Egylet
- A bronzkori Európa